# Paris-Roubaix 1900
Paris-Roubaix din 1900 a fost a cincea ediție a Paris-Roubaix, o cursă clasică de ciclism de o zi din Franța. Evenimentul a avut loc pe 15 aprilie 1900 și s-a desfășurat pe o distanță de 268 de kilometri de la Paris până la velodromul din Roubaix. Câștigătorul a fost Émile Bouhours din Franța.

## Rezultate
| Loc | Ciclist                     | Timp        |
| --- | --------------------------- | ----------- |
| 1   | Émile Bouhours (FRA)        | 7h 10' 30"  |
| 2   | Josef Fischer (GER)         | +18' 00"    |
| 3   | Maurice Garin (ITA)         | +38' 30"    |
| 4   | Lucien Itsweire (FRA)       | +56' 30"    |
| 5   | Oscar Lepoutre (FRA)        | +1h 55' 30" |
| 6   | Edouard Simon (FRA)         | +3h 29' 30" |
| 7   | Edouard Dubreucq (BEL)      | +3h 37' 30" |
| 8   | Hippolyte Aucouturier (FRA) | +4h 01' 30" |
| 9   | Émile Paigie (FRA)          | +5h 04' 30" |
| 10  | Lucien Pothier (FRA)        | +5h 39' 30" |